# Bataille de Lebouirate
Guerre du Sahara occidental
Batailles
La bataille de Lebouirate est livrée dans la nuit du 24 août 1979 pendant la guerre du Sahara occidental. L'attaque par surprise  du Front Polisario met en déroute les soldats d'une unité blindée marocaine, garnison de la base de Lebouirate dans la basse-vallée du Draa.

## Contexte
Le village de Lebouirate, au sud de Zag est en territoire marocain proprement dit. Après l'annexion par le Maroc de Dakhla dans le Río de Oro abandonné par la Mauritanie le 14 août 1979, le Polisario décide de porter la guerre en territoire marocain. La date de l'attaque précède de peu la conférence des non-alignés à La Havane.
Le village est la base du 3e groupe d'escadron blindé des FAR. La base est protégée par 36 postes de combat, dans les collines autour du village, avec un blindé de combat et un autre de transport par position. L'unité, d'un effectif nominal de 1 200 hommes, ne compte qu'environ 500 soldats aptes au combat. Les officiers demandent régulièrement un renforcement de l'armement, en vain. Le moral est extrêmement bas parmi les militaires marocains, mal payés.
Le 6 juillet et le 10 août la garnison subit des attaques du Polisario. Après l'attaque du 10 août, le commandant de la garnison note dans ses rapports que ses véhicules sont immobilisés et que son unité est traumatisée, prévoyant une « catastrophe avec de grandes conséquences à la prochaine attaque ».
D'après le Polisario, seuls 150 hommes ont assailli la base. D'après des officiers marocains rescapés du combat, les indépendantistes devaient être plus nombreux, avec au moins 500 véhicules, ce qui correspondrait à 3 500 hommes. Un sous-officier sur la ligne de défense a vu des dizaines de phares au début de l'attaque. Certaines analyses postérieures annoncent un effectif de 5 000 polisariens durant la bataille entière. Selon un membre du Polisario écrivant en 2013, l'attaque a été menée par une force d'une centaine de véhicules. La force du Polisario est soutenue par des blindés légers AML-90. 
Les indépendantistes sont commandés par leurs officiers les plus connus, dont Lahbib Ayoub. D'après un médecin marocain fait prisonnier, le commandant du raid était appelé Lahassan.

## Déroulement

### Attaque de la base
Les combattants du Polisario attaquent la base marocaine à partir de trois directions différentes, en trois colonnes. Les indépendantistes allument brusquement leurs phares puis attaquent en tirant à l'arme automatique et aux lance-roquettes.
Le chef de la garnison marocaine Mohamed Azelmat, « surpris », abandonne même ses positions défensives ainsi qu'une grande partie de son matériel. L'évacuation marocaine se fait dans le désordre et coûte énormément de pertes à l'armée marocaine. La bataille de Lebouirate n'aurait duré qu'une heure selon un soldat marocain fait prisonnier.

### Tentatives de dégagement depuis Zag
Une unité partie de Zag pour venir prêter main-forte aux troupes marocaines engagées à Lebouirate tombe dans une embuscade à 30 km de Zag au moment de rejoindre la garnison en repli. Le Polisario affirme que 230 Marocains ont été tués dans cette embuscade. Une seconde colonne parvient toutefois à venir relever les morts.
En début de matinée, cinq chasseurs F-5A et trois hélicoptères arrivent sur zone mais ne peuvent intervenir à la cause de la confusion et de l'imbrication des combattants.

## Bilan et conséquences

### Pertes marocaines
Le communiqué du Polisario annonce que 800 soldats marocains auraient été tués, 92 militaires dont plusieurs officiers auraient été faits prisonniers, et qu'une centaine de blindés, cinquante-sept véhicules militaires et de nombreux canons auraient été saisis. Après l'attaque, des officiels du Polisario confient à des journalistes à Alger que 130 fusils, 14 Land Rover, 6 camions, 13 radios, une douzaine de canons et 7 mitrailleuses ont été capturés, ainsi que 19 prisonniers.
D'après un officier marocain, les pertes marocaines s'élèvent à 50 morts et une grande quantité de matériel militaire, principalement des jeeps. Des journalistes venus sur place comptent 26 vieux chars T-54, 13 transports de troupe blindés OT-62 fournis par l'Égypte et 12 automitrailleuses d'origine française. Les véhicules blindés, pour la plupart abandonnés par leurs équipages, sont incendiés sur place par le Polisario. En ajoutant peut-être le butin obtenu à Bir Anzarane, le Polisario ramène en Algérie au moins un blindé, trois canons, 21 Land Rover, 4 camions, de nombreux fusils et 4 mortiers.

### Exécutions
D'après le témoignage du docteur Azeddine Benmansour, capturé par le Polisario, les 12 blessés marocains présents avec lui dans l'infirmerie ont été exécutés par les rebelles lors de l'attaque.

### Conséquences à Lebouirate
Les 166 habitants du village, « libérés » par le Polisario rejoignent les camps de réfugiés sahraouis en Algérie. La localité reste aux mains du Polisario plus d'un an. Le principal résultat est le démantèlement de la place forte marocaine.

### Condamnation de militaires marocains
Le Polisario, maître de la place, peut présenter à des journalistes étrangers les documents écrits par la garnison, qui font état de ses difficultés morales et matérielles.
D'après le ministre marocain de l'Information Abdelouahed Belkeziz, le chef du 3e groupe d'escadrons n'aurait pas opposé la résistance appropriée et n'aurait pas évacué en bon ordre la base marocaine. C'est ainsi que 77 militaires ont été inculpés pour « défaillance supposée dans la défense de la place », et parmi eux 36 militaires ont été condamnés puis graciés par le roi Hassan II, après un recours en grâce. Ils ont immédiatement réintégré les rangs des forces armées royales.
Cependant, le capitaine Mohamed Azelmat, commandant de la base, est exécuté quelques mois plus tard, pour cas de trahison sans jugement au préalable,.

### Sources bibliographiques
1. 1 2  Bayon 16 septembre
2. 1 2 3 4 5 6  Bayon 18 septembre
3. 1 2  Bayon 20 septembre
4. ↑  Fuente & Mariño, p. 95.
5. ↑  Hollowell, p. 63.
6. ↑  Hodges, p. 357.
7. ↑  Hollowell, p. 36-38.
8. ↑  Bayon 19 septembre
9. 1 2  Hodges, p. 359.
10. 1 2  Weexsteen, p. 426.
11. ↑  Weexsteen, p. 438.

### Série d'articles du journalEl Paíssur la bataille
- (es) Félix Bayon (es), « Los saharauis ocupan el extremo suroriental de Marruecos », El País,‎ 16 septembre 1979 (lire en ligne)
- (es) Félix Bayon, « Marruecos perdió en Lebuirat el 10% de sus blindados », El País,‎ 18 septembre 1979 (lire en ligne)
- (es) Félix Bayon, « Un soldado, antes de la batalla: "Me estoy volviendo loco" », El País,‎ 19 septembre 1979 (lire en ligne)
- (es) Félix Bayon, « Los oficiales de Lebuirat preveían la derrota », El País,‎ 20 septembre 1979 (lire en ligne)

### Photos de la bataille parJean-Claude FrancolonsurGetty Images
- « Le photoreporter Jean-Claude Francolon au Sahara Occidental », Photo prise après la bataille, sur Getty Images, septembre 1979
- Jean-Claude Francolon, « Vestige de l'attaque du Front Polisario sur la garnison de Lebouirate », Photo prise après la bataille, sur Getty Images, 16 septembre 1979
- Jean-Claude Francolon, « Combattants du Front Polisario devant le corps d'un soldat marocain », Photo prise après la bataille, sur Getty Images, 16 septembre 1979
- Jean-Claude Francolon, « Combattants du Front Polisario devant le corps d'un soldat marocain (2) », Photo prise après la bataille, sur Getty Images, 16 septembre 1979